# Danh sách đơn vị hành chính Cát Lâm
Tỉnh Cát Lâm, Trung Quốc được chia ra thành các đơn vị hành chính sau:
- 9 đơn vị cấp địa khu
  - 7 địa cấp thị
  - 1 thành phố cấp phó tỉnh (Trường Xuân)
- 60 đơn vị cấp huyện
  - 20 huyện cấp thị
  - 17 huyện
  - 3 huyện tự trị
  - 20 khu (quận)
- 1532 đơn vị cấp hương
  - 453 trấn/ thị trấn
  - 287 hương/ xã
  - 28 hương dân tộc
  - 240 nhai đạo

Tất cả các đơn vị hành chính này được giải thích chi tiết trong bài phân cấp hành chính Trung Quốc. Danh sách sau chỉ liệt kê các đơn vị hành chính cấp địa khu và cấp huyện của Cát Lâm.
| Thành phố (địa cấp thị)                                       | Quận | Huyện, thành phố cấp huyện (huyện cấp thị) |
| ------------------------------------------------------------- | --- | --- |
| • Trường Xuân (长春市)                                        | Triều Dương (朝阳区) Khoan Thành (宽城区) Nhị Đạo (二道区) Nam Quan (南关区) Lục Viên (绿园区) Song Dương (双阳区) | thành phố cấp huyện Cửu Đài (九台市) thành phố cấp huyện Du Thụ (榆树市) thành phố cấp huyện Đức Huệ (德惠市) Nông An (农安县) |
| • Cát Lâm (吉林市)                                            | Thuyền Doanh (船营区) Xương Ấp (昌邑区) Long Đàm (龙潭区) Phong Mãn (丰满区)                                       | thành phố cấp huyện Thư Lan (舒兰市) thành phố cấp huyện Hoa Điện (桦甸市) thành phố cấp huyện Giao Hà (蛟河市) thành phố cấp huyện Bàn Thạch (磐石市) Vĩnh Cát (永吉县)                                                                         |
| • Tứ Bình (四平市)                                            | Thiết Tây (铁西区) Thiết Đông (铁东区)                                                                             | thành phố cấp huyện Công Chúa Lĩnh (公主岭市) thành phố cấp huyện Song Liêu (双辽市) Lê Thụ (梨树县) huyện tự trị dân tộc Mãn Y Thông (伊通满族自治县)                                                                                           |
| • Liêu Nguyên (辽源市)                                        | Long Sơn (龙山区) Tây An (西安区)                                                                                  | Đông Liêu (东辽县) Đông Phong (东丰县) |
| • Thông Hoá (通化市)                                          | Đông Xương (东昌区) Nhị Đạo Giang (二道江区)                                                                       | thành phố cấp huyện Mai Hà Khẩu (梅河口市) thành phố cấp huyện Tập An (集安市) Thông Hoá (通化县) Huy Nam (辉南县) Liễu Hà (柳河县) |
| • Bạch Sơn (白山市)                                           | Bát Đạo Giang (八道江区) Giang Nguyên (江源区)                                                                     | thành phố cấp huyện Lâm Giang (临江市) Tĩnh Vũ (靖宇县) Phủ Tùng (抚松县) huyện tự trị dân tộc Triều Tiên Trường Bạch (长白朝鲜族自治县) |
| • Tùng Nguyên (松原市)                                        | Ninh Giang (宁江区)                                                                                                | Kiền An (乾安县) Trường Lĩnh (长岭县) Phù Dư (扶余县) huyện tự trị dân tộc Mông Cổ Tiền Quách Nhĩ La Tư (前郭尔罗斯蒙古族自治县) |
| • Bạch Thành (白城市)                                         | Thao Bắc (洮北区)                                                                                                  | thành phố cấp huyện Đại An (大安市) thành phố cấp huyện Thao Nam (洮南市) Trấn Lãi (镇赉县) Thông Du (通榆县) |
| • châu tự trị dân tộc Triều Tiên Diên Biên (延边朝鲜族自治州) | • châu tự trị dân tộc Triều Tiên Diên Biên (延边朝鲜族自治州)                                                      | thành phố cấp huyện Diên Cát (延吉市) thành phố cấp huyện Đồ Môn (图们市) thành phố cấp huyện Đôn Hoá (敦化市) Long Tỉnh (龙井市) thành phố cấp huyện Hồn Xuân (珲春市) thành phố cấp huyện Hoà Long (和龙市) An Đồ (安图县) Uông Thanh (汪清县) |